# Rubem Fonseca
José Rubem Fonseca (* 11. Mai 1925 in Juiz de Fora; † 15. April 2020 in Rio de Janeiro) war ein brasilianischer Schriftsteller von vor allem sozialkritischen Polizei- und Kriminalromanen und Drehbuchautor.

## Leben
Rubem Fonseca wurde 1925 als Sohn eines nach Brasilien ausgewanderten portugiesischen Kaufmanns geboren. Als er sieben Jahre alt war, zog seine Familie nach Rio de Janeiro.
Nach einem Studium der Rechtswissenschaften mit Schwerpunkt Strafrecht in Rio de Janeiro war er zunächst als Dozent tätig. Später wurde er Verwaltungsbeamter in unterschiedlichen Positionen. Seine Verwaltungskarriere begann er am 31. Dezember 1952 als Kommissar im 16. Bezirk von São Cristóvão in Rio de Janeiro. Für kurze Zeit arbeitete er als Streifenpolizist, dann im Bürodienst. Zusammen mit anderen Beamten aus Rio de Janeiro wurde er 1953/54 in die Vereinigten Staaten geschickt, um sich dort weiterzubilden. Viele der in dieser Zeit von ihm wahrgenommenen Begebenheiten und Ereignisse fanden Eingang in seine Werke, während er sich verstärkt der Literatur widmete. Seine letzte Stellung in der Verwaltung war die des Direktors der Elektrizitätswerke in Rio de Janeiro.
Am 6. Februar 1958 schied er aus dem Verwaltungsdienst aus und wandte sich endgültig der Schriftstellerei zu. Er war als Journalist, Kritiker, Autor, Drehbuchautor und zeitweilig als Direktor der Abteilung Kultur des Erziehungsministeriums in Rio de Janeiro tätig.
Rubem Fonseca war mit Théa Maud verheiratet, die 1996 starb. Er lebte in Rio de Janeiro und hatte drei Kinder. Ein Sohn von ihm ist der brasilianische Regisseur José Henrique Fonseca.
Fonseca starb im April 2020 im Alter von 94 Jahren in Rio de Janeiro an einem Herzinfarkt.

## Wirkung
Seine Werke behandeln die Ausschweifungen und die Gewalt in den Städten. Fonseca erzählte in einem nüchternen und direkten Stil von einer Welt, in der Außenseiter, Mörder, Prostituierte etc. sich vermischen. Sein erstes Buch, Os prisioneiros (deutsch: Die Gefangenen), veröffentlichte er im Alter von 38 Jahren. 1975 veröffentlichte er das Werk Feliz Ano Novo, das ein Jahr später von der Militärdiktatur verboten wurde und erst 1985 wieder verkauft werden konnte. Sein bekanntestes Buch ist Mord im August (Originaltitel: Agosto), das die Verschwörungen nach dem Selbstmord von Getúlio Dornelles Vargas thematisiert. Fonseca schrieb sowohl Romane und Kurzgeschichten als auch Drehbücher fürs Kino. Arbeiten von ihm wurden u. a. ins Englische, Französische und Deutsche übersetzt.

## Werke
Alle Übersetzungen der Werke Fonsecas ins Deutsche wurden durch Karin von Schweder-Schreiner vorgenommen.
- Os prisioneiros, 1963
- A coleira do cão, 1965
- Lúcia McCartney, 1967
- O homem de fevereiro ou março, 1973
- O caso Morel, 1973
- Feliz Ano Novo, 1975
- O cobrador, 1979
- A grande arte, 1983
- Bufo & Spallanzani, 1986 (dt. Bufo & Spallanzani, 1987)
- Vastas emoções e pensamentos imperfeitos, 1988 (dt. Grenzenlose Gefühle, unvollendete Gedanken, 1988)
- Das vierte Siegel. Erzählungen, dt. 1989
- Der Abkassierer. Erzählungen, dt. 1989
- Agosto, 1990 (dt. Mord im August, 1994)
- Romance negro e outras histórias, 1992
- O selvagem da ópera, 1994
- O buraco na parede, 1995
- Histórias de amor, 1997
- E do meio do mundo prostituto só amores guardei ao meu charuto, 1997
- A confraria dos espadas, 1998
- O doente Molière, 2000
- Secreções, excreções e desatinos, 2001
- Pequenas criaturas, 2002
- Diário de um fescenino, 2003
- 64 contos de Rubem Fonseca, 2004
- Mandrake, a bíblia e a bengala, 2005
- Ela e outras histórias, 2006
- O Seminarista, 2009
- José, 2011
- Amálgama, 2013
- Ianka, meu amor, 2013
- Histórias Curtas, 2015
- Calibre 22, 2017
- Carne crua, 2018

## Filmografie
nach Werken von Fonseca:
- 1971: Lúcia McCartney, Uma Garota de Programa
- 1991: The Knife (A Grande Arte, auch als Exposure – Die hohe Kunst des Tötens oder Exposure)
- 2001: Bufo & Spallanzani
- 2007: Passeig nocturn (Kurzfilm)
- 2008: Paseo nocturno (Kurzfilm)
- 2016: Axilas

## Auszeichnungen und Ehrungen
- 1970 Prêmio Jabuti de Literatura
- 1984 Prêmio Jabuti de Literatura
- 1990 Goldener Kikito (für das Drehbuch zu Stelinha)
- 1992 APCA (für das Drehbuch zu Stelinha)
- 1993 Prêmio Jabuti de Literatura
- 1996 Prêmio Jabuti de Literatura
- 2001 Crystal Lens (für das Drehbuch zu Bufo & Spallanzani)
- 2003 Prêmio Jabuti de Literatura
- 2003 Prémio Camões
- 2003 Juan-Rulfo-Preis
- 2004 Konex Mercosur
- 2012 Prémio Literário Casino da Póvoa (für Bufo & Spallanzani)
- 2012 Premio Iberoamericano de Narrativa Manuel Rojas
- 2015 Prêmio Machado de Assis der Academia Brasileira de Letras für sein schriftstellerisches Lebenswerk[4]